# Agustín Arana
Agustín Arana Flores (Orizaba, Veracruz, 27 de agosto de 1968) es un actor y cantante mexicano. Fue miembro del grupo musical Garibaldi.
Cliente frecuente de La comer City Fresko San Juan del Río, Qro. 

## Carrera
Su carrera profesional, inició cuando se integró a la nueva generación del grupo musical Garibaldi, donde permaneció por seis años.
En 2002, le llega su primera oportunidad como actor, con la telenovela infantil Cómplices al rescate, en la cual interpreta a 'Rodolfo García'.
En el mismo año, participa en las telenovelas Salomé y Clase 406.
Entre 2002 y 2005, grabó varios capítulos de la serie dramática Mujer, casos de la vida real.
En 2003, vuelve a las telenovelas infantiles, interpretando a 'Claudio' en De pocas, pocas pulgas.
En el mismo año, actúa en Mariana de la noche y un año después, en 2004, se integra al elenco de la telenovela juvenil del momento, Rebelde.
En 2005, se integra al reparto de Piel de otoño, al lado de Laura Flores.
'Luis Felipe' es el nombre del personaje que encarna en 2006, en la telenovela Corazones al límite.
En 2007, llega el personaje que lo haría despuntar en su carrera como actor, al darle vida a 'Omar Carvajal', el inseparable amigo de 'Fernando Mendiola' interpretado por Jaime Camil, en la afamada telenovela, La fea más bella, en la cual, demostró sus habilidades para la comicidad.
En el mismo año, graba Palabra de mujer, al  lado de Lidia Ávila y Yadhira Carrillo, entre otros.
Las tontas no van al cielo, es la telenovela en la que participa en 2008, actuando una vez más al lado de Jaime Camil.
Al terminar las grabaciones, se integra de inmediato al elenco de la telenovela Un gancho al corazón, al lado de Danna García y Sebastián Rulli para darle vida al personaje de 'Jerónimo Sermeño'.
En 2009 hizo una participación especial en la exitosa telenovela Alma de Hierro como 'Gibrán'.
En 2010, se integra al elenco de Zacatillo, un lugar en tu corazón y Hasta que el dinero nos separe.
En el mismo año, participó en la producción de Roberto Gómez Fernández y Giselle González, Para volver a amar, dándole vida a 'Leonardo Torres'.
Para 2011 regresa a las telenovelas con el personaje de 'Franco Duprís', hijo de la malvada 'Lucrecia Duprís', un hombre celoso, pero que vive pendiente de su familia y enamorado de su esposa en Esperanza del corazón, producida por Luis de Llano.
A finales de 2012 se integra a la producción de Mapat, La mujer del Vendaval. Luego en 2013-14, interpreta a Saul Ballesteros, de nuevo junto a Jaime Camil, en la telenovela Que pobres tan ricos. 
En 2015, vuelve a las telenovelas interpretando a 'Florencio Gallardo' en la telenovela Amores con trampa, de Emilio Larrosa.

## Filmografía

### Televisión
| Año       | Título                            | Personaje                     | Notas                               |
| --------- | --------------------------------- | ----------------------------- | ----------------------------------- |
| 1994-1995 | Agujetas de color de rosa         | Enamorado de Lina             | 1 episodio                          |
| 1999-2000 | DKDA: Sueños de juventud          | Antonio                       | 12 episodios                        |
| 2001-2002 | Salomé                            | Raúl                          | 82 episodios                        |
| 2001-2007 | Mujer, casos de la vida real      | Varios personajes             | 18 episodios                        |
| 2002      | Cómplices al rescate              | Rodolfo García                | 110 episodios                       |
| 2002      | La otra                           | Ernesto Estrada               | 5 episodios                         |
| 2002-2003 | Clase 406                         | Ramiro                        | 70 episodios                        |
| 2003      | De pocas, pocas pulgas            | Claudio Zapata                | 52 episodios                        |
| 2003-2004 | Mariana de la noche               | Oropo                         | 100 episodios                       |
| 2004-2005 | Rebelde                           | Darío                         | 75 episodios                        |
| 2005      | Piel de otoño                     | Pablo Castañeda               | 92 episodios                        |
| 2006-2007 | La fea más bella                  | Omar Carvajal                 | 195 episodios                       |
| 2007      | Amar sin límites                  | Luis Felipe Peña              | 25 episodios                        |
| 2007      | La familia P.Luche                | Vergara                       | Episodio: "Reunión escolar"         |
| 2007-2008 | Palabra de mujer                  | Julián Medina                 | 138 episodios                       |
| 2008      | Las tontas no van al cielo        | Mario Landázuri               | 112 episodios                       |
| 2008-2009 | Un gancho al corazón              | Jerónimo Sermeño              | 219 episodios                       |
| 2009      | Mujeres asesinas                  | Javier Díaz                   | Episodio: "Julia, encubridora"      |
| 2009-2010 | Hasta que el dinero nos separe    | Daniel Zepeda de los Monteros | 38 episodios                        |
| 2010      | Zacatillo, un lugar en tu corazón | Santiago                      | 3 episodios                         |
| 2010-2011 | Para volver a amar                | Leonardo Torres               | 146 episodios                       |
| 2011      | La fuerza del destino             | Robert "Bob" Domínguez        | 30 episodios                        |
| 2012-2013 | La mujer del vendaval             | Emiliano Ferreira             | 122 episodios                       |
| 2013-2014 | Qué pobres tan ricos              | Saúl Ballesteros              | 167 episodios                       |
| 2014-2020 | Como dice el dicho                | Hernán / Marcelo / Adrián     | 3 episodios                         |
| 2015      | Amores con trampa                 | Florencio Gallardo            | 64 episodios                        |
| 2016      | Un camino hacia el destino        | Ignacio Ordóñez               | 86 episodios                        |
| 2017      | Mi adorable maldición             | Armando Cisneros              | 22 episodios                        |
| 2017      | Renta congelada                   | Sr. Díaz de León              | Episodio: "El quinto inquilino"     |
| 2017-2018 | Papá a toda madre                 | Sebastián                     | 33 episodios                        |
| 2018      | Tenías que ser tú                 | Tadeo Fernández               | 62 episodios                        |
| 2019      | Por amar sin ley                  | Damián Zavala                 | 2 episodios                         |
| 2019-2023 | Esta historia me suena            | Juan / Octavio                | Episodio: "Perro fiel", "Escándalo" |
| 2019-2021 | Mi querida herencia               | Diego Ruíz                    | 25 episodios                        |
| 2020      | Vecinos                           | Joaquín                       | Episodio: "Vecinos Ruidosos"        |
| 2020      | Herederos por accidente           | Gustavo                       | 13 episodios                        |
| 2021      | Fuego ardiente                    | Abel Legaspi                  | 78 episodios                        |
| 2022      | Vencer la ausencia                | Donato Gil                    |                                     |
| 2022      | Los ricos también lloran          | Dr. Stramesi                  |                                     |
| 2024      | MasterChef Celebrity              | Él mismo                      |                                     |

### Cine
- Plan V (2018)
- ¿Quieres ser mi hijo? (2023)

### Teatro
- Al diablo con los guapos (2007)

### Conducción
- Mujer Dinámica (2008)
- Piel de estrellas (2008)

### Música
- Garibaldi (2000)

## Premios y nominaciones

### Premios TVyNovelas
| Año  | Categoría              | Telenovela       | Resultado |
| ---- | ---------------------- | ---------------- | --------- |
| 2009 | Mejor actor coestelar  | Palabra de mujer | Nominado  |
| 2007 | Mejor actor de reparto | La fea más bella | Nominado  |